# Parco delle Crocerossine
Il parco delle Crocerossine (ex parco del Cardellino) è un parco di Milano.

## Storia
Costruito nel 2005, è stato progettato per costituire un "sistema verde" con i vicini giardino Alberto Moravia (a nord) e giardino Gonin Giordani (immediatamente a sud) attorno alla via Inganni al Giambellino nel Municipio 6 di Milano. Nella stessa zona, in direzione nord-ovest, nei pressi della stazione Bisceglie della metropolitana, si sta realizzando il Parco Blu, a sua volta integrato in un sistema verde che arriverà fino al Parco dei Fontanili, al confine occidentale della città.

## Flora e attrezzature
Tra le principali specie arboree (gli alberi sono ancora molto giovani), ricordiamo l'acero riccio e rosso, la catalpa o "albero dei sigari", il ciliegio, il melo da fiore, il gelso, il liquidambar, il noce nero, la quercia rossa, il tiglio selvatico e la sofora. Lungo via dello Storno, filari di nocciolo turco e sparsi ciuffi di erba della Pampa. Particolare un'area di sosta, quasi al centro, che con i suoi riquadri perpendicolari ricorda la dedica del parco.
Le attrezzature sono modeste: una sola area giochi, due campi da bocce su erba sintetica e una piccola area riservata ai cani (300 metri quadrati).